# انفجار اکتبر ۲۰۱۷ موگادیشو
انفجار اکتبر ۲۰۱۷ موگادیشو پایتخت سومالی روز شنبه ۱۴ اکتبر به وقوع پیوست. این انفجار سنگین ناشی از بمب‌گذاری یک کامیون بوده که دستکم ۴۱۴ تن کشته و ۴۰۰ زخمی بر جای گذاشت؛ گزارش شده‌است که هتل صفری سقوط کرده و ساختمان سفارت قطر شدیداً آسیب دیده‌است، یک بمب دیگر که در همان روز منفجر شد، دو نفر را در ناحیه مدینه کشت. تاکنون هیچ گروهی مسئولیت این انفجار را نپذیرفته‌است.
محمد عبدالله محمد، رئیس‌جمهور سومالی، در واکنش به بمب‌گذاری‌ها، سه روز عزای عمومی اعلام کرد.
براساس گزارش‌ها این انفجار، مهیب‌ترین انفجاری بوده که تاکنون در سومالی دیده شده‌است.

## شرح واقعه
این انفجار توسط یک خودروی باری بمب‌گذاری شده که در نزدیکی هتل صفری نزدیک وزارت خارجه سومالی در منطقه‌ای شلوغ و پُر رفت‌وآمد در خیابان هودن صورت گرفته‌است. این هتل بیشتر محل اقامت خبرنگاران، بومی‌های بازگشته از خارج کشور و کارمندان دولت بوده‌است.
به گفته شاهدان راننده خودروی باری با وجود شلیک سربازان به روی او خود را به شلوغ‌ترین نقطه رساند و کامیون را منفجر کرد. شدت انفجار به حدی بوده که بخش عمده هتل را کاملاً تخریب و ساختمانهای اطراف را نیز ویران کرده‌است، به‌طوری که درب‌ها و پنجره‌های ساختمانهایی که صد متر با این انفجار فاصله داشتند به شدت آسیب دیده‌اند.
بنابر گفته پلیس یک انفجار دیگر با اندکی فاصله زمانی در محله دیگری با نام مدینه در موگادیشو منفجر شد.

## تلفات و خسارات
تعداد کشته‌های این انفجار تروریستی دست کم به ۴۱۴ نفر رسیده‌است و آمار زخمی‌ها صدها مجروح می‌باشد، به گفته پلیس تعداد زیادی از زخمی‌ها به دلیل شدت جراحات در بیمارستان درگذشتند. بیشتر قربانیان غیرنظامی و چند سرباز نیز در میان آنها بودند.
در انفجار دو نیز دو نفر کشته شدند.

## اقدامات
نیروهای امداد نیمه شب با استفاده از چراغ‌قوه دنبال بازماندگان در زیر خرابه‌های هتل تخریب شده بودند.

## مظنونین
هنوز هیچ گروهی این انفجار را به عهده نگرفته‌است. اما حکومت سومالی گروه الشباب را مسئول این بمبگذاری می‌داند.

## واکنش‌ها
- رئیس‌جمهوری سومالی، محمد عبدالله محمد از مردم خواسته که برای زخمی‌ها خون اهدا کنند و سه روز عزای عمومی نیز اعلام کرده‌است.
- نخست‌وزیر سومالی نیز گفته‌است که آنها مردم بیگناه و عادی را هدف قرار می‌دهند.
- وزیر اطلاع‌رسانی سومالی گفت: این بزرگترین بمبگذاری در موگادیشو تاکنون بوده‌است.[۸][۹]

## نگارخانه

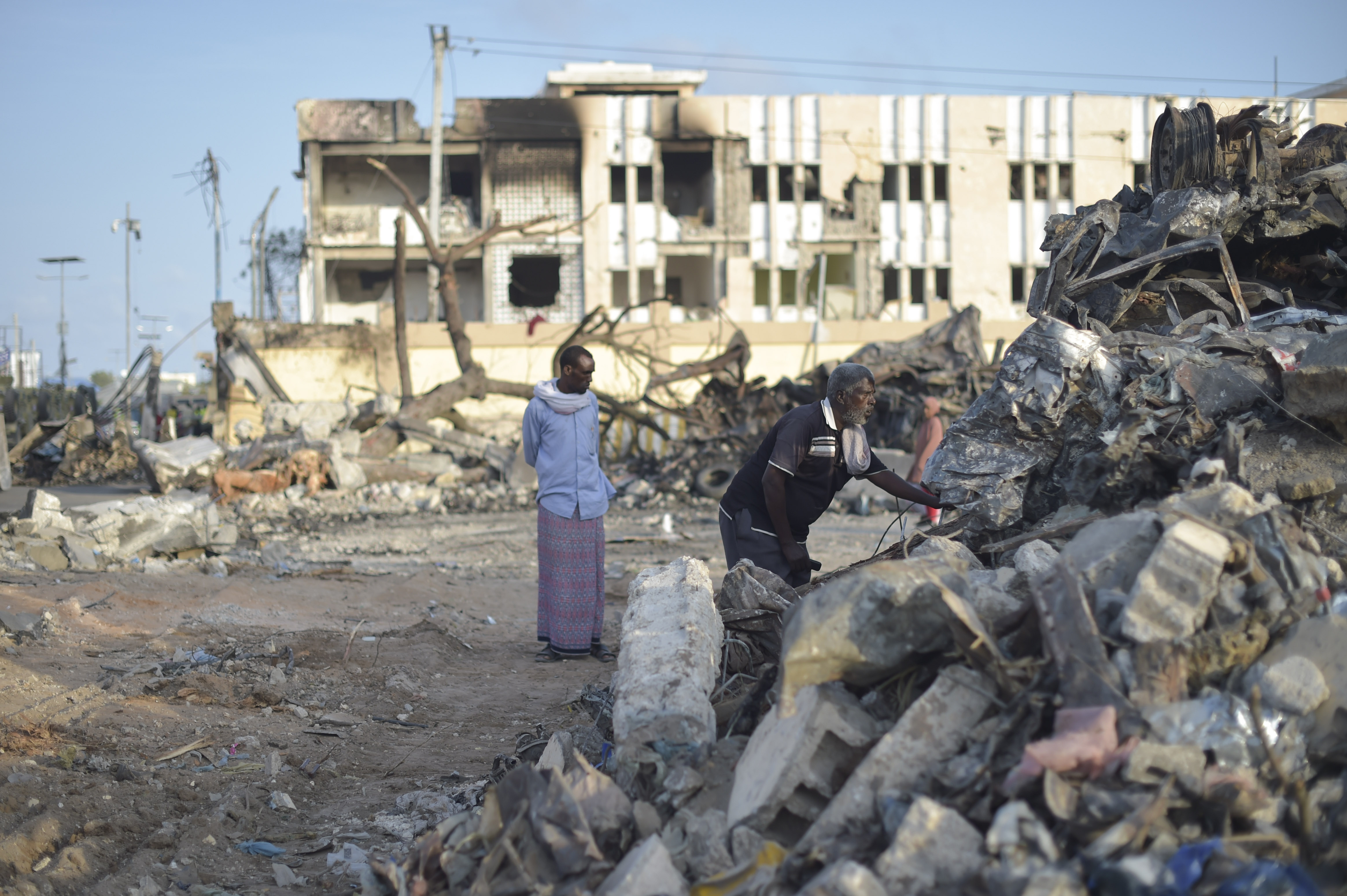
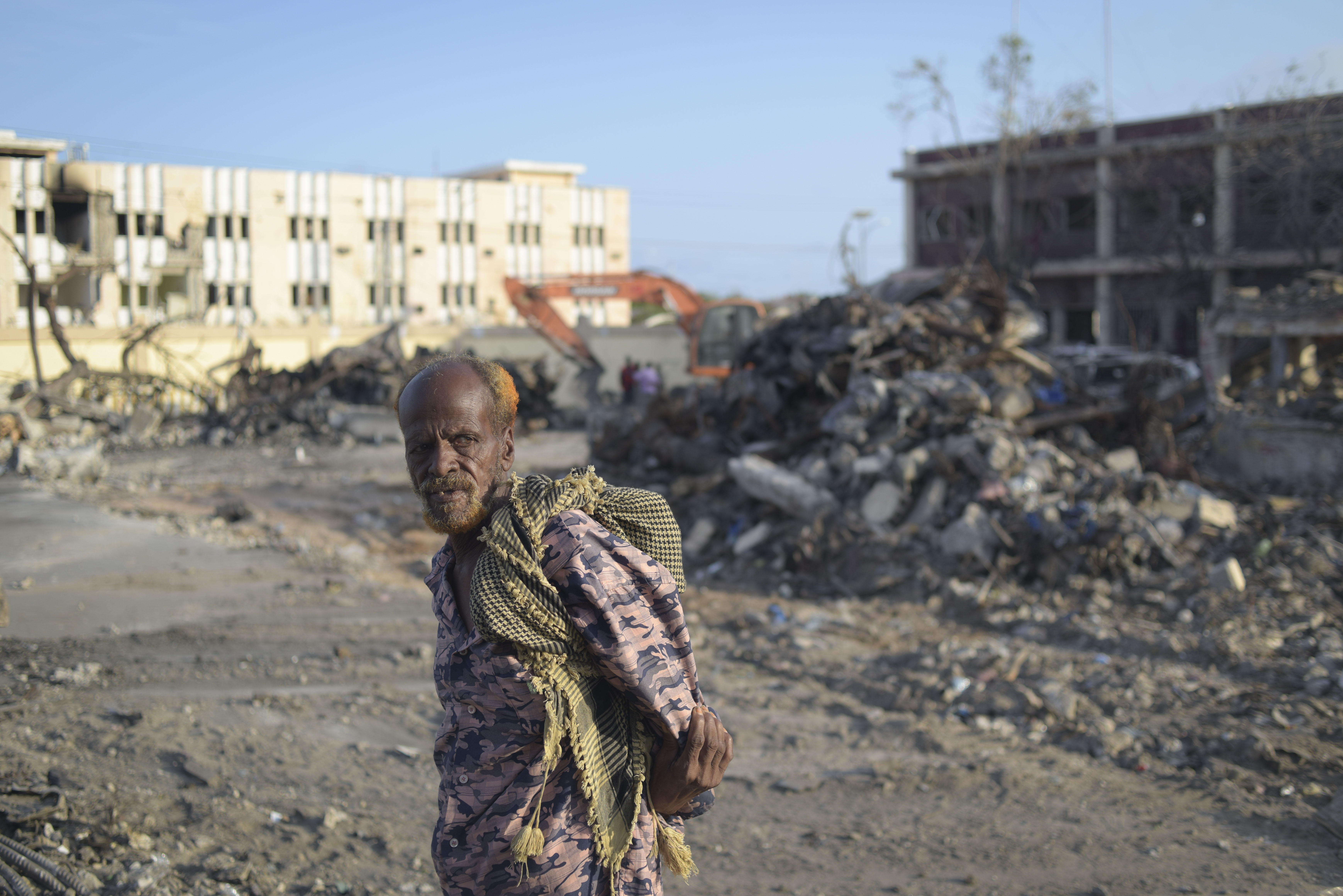
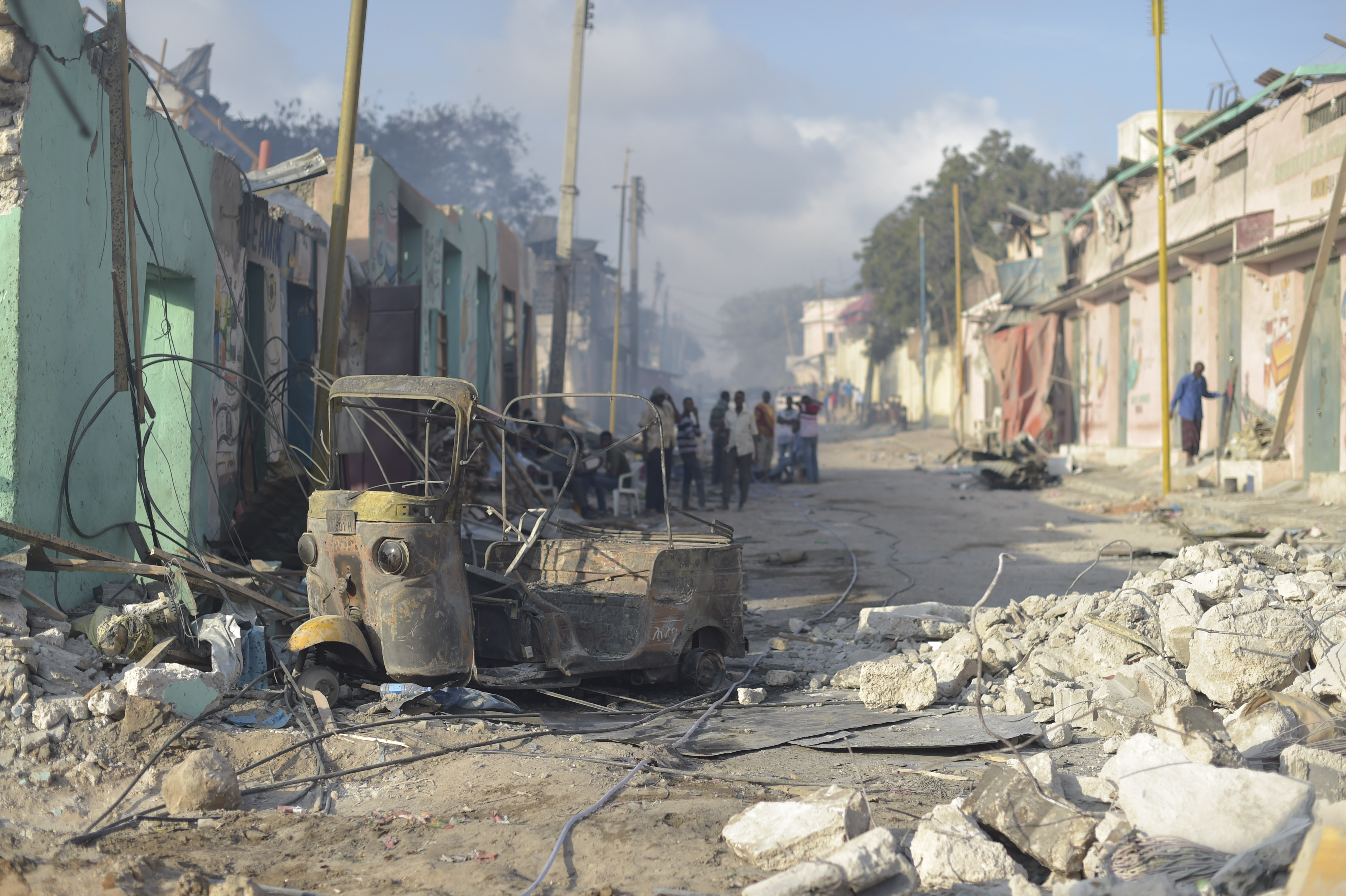
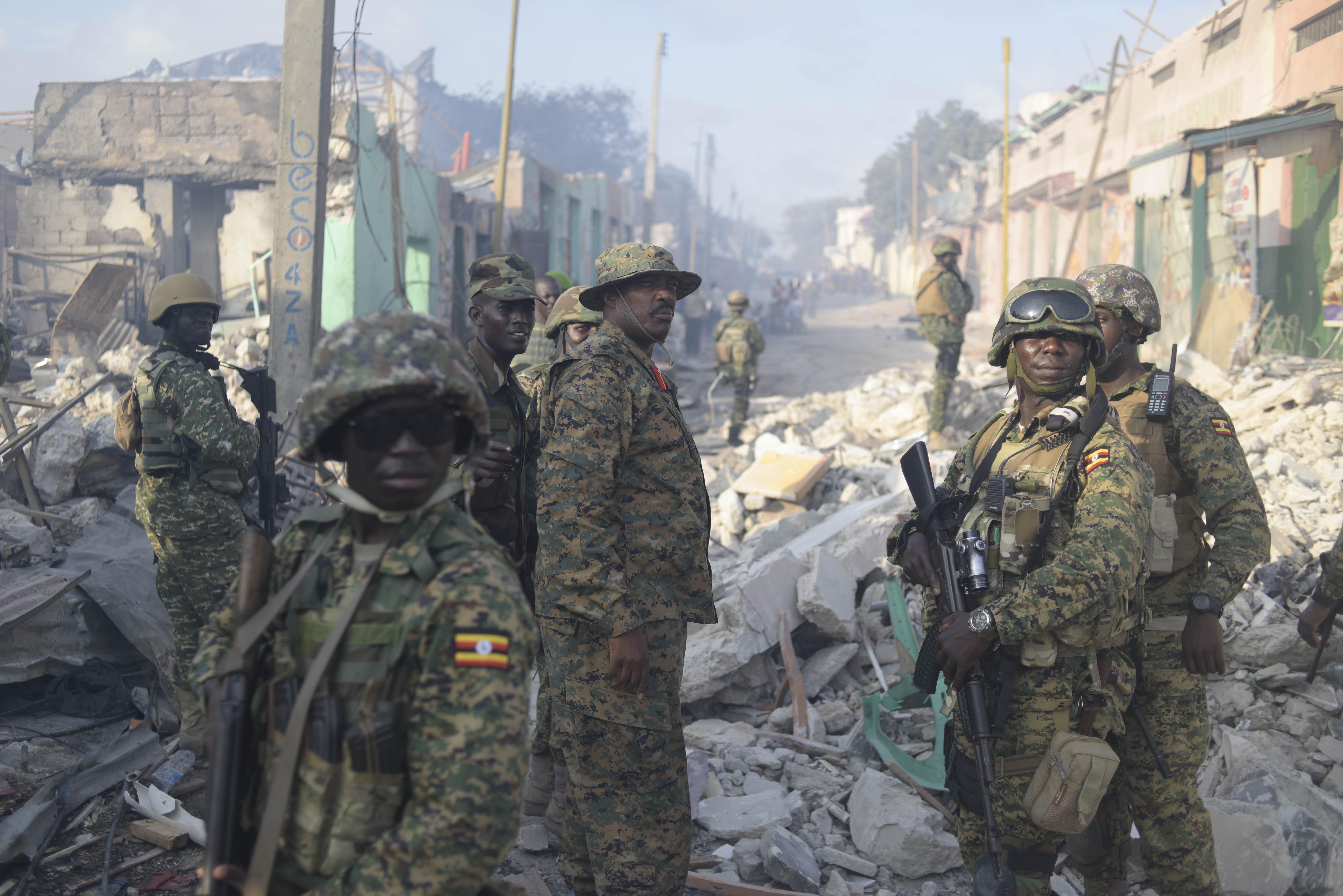
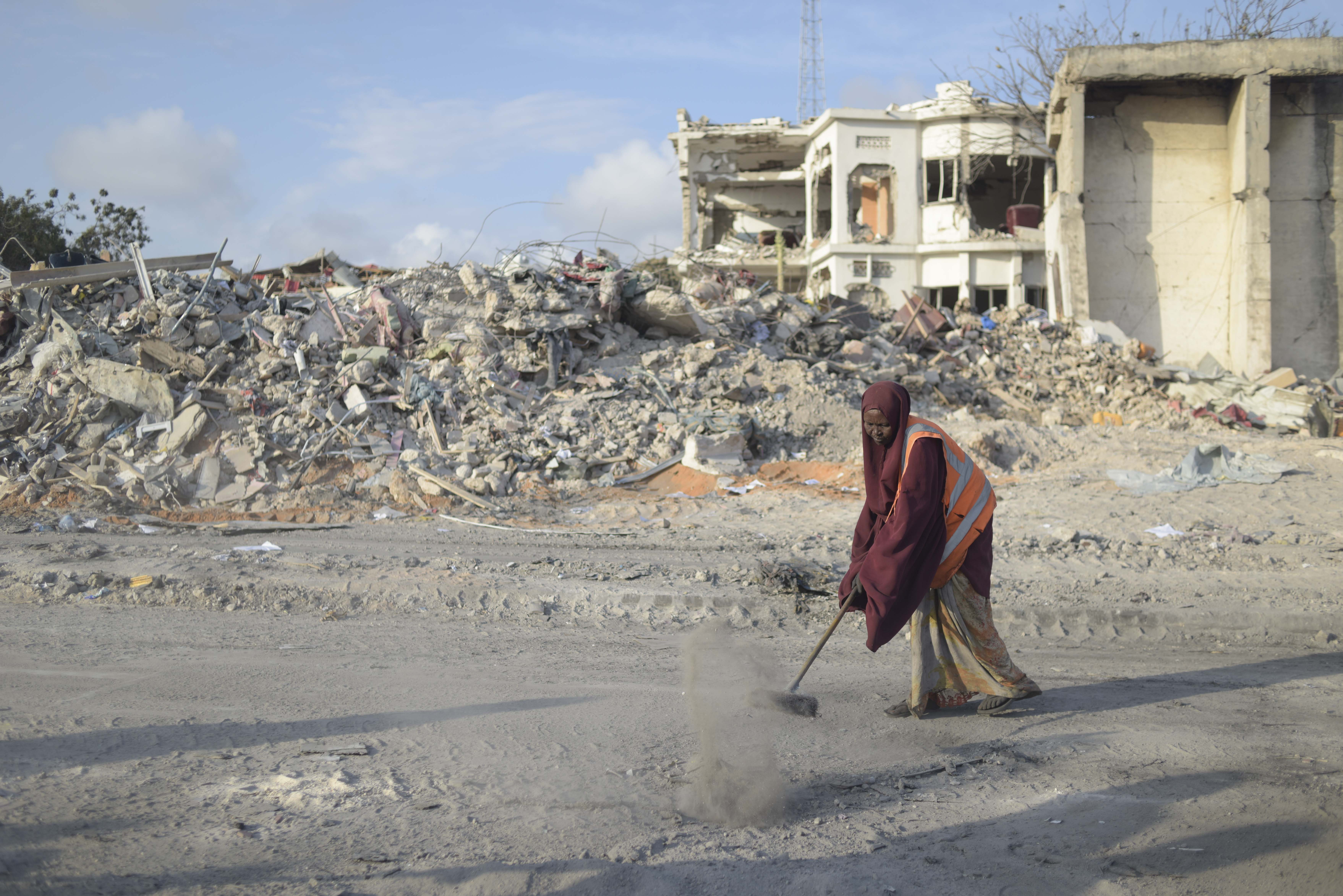